# Fidei donum
Mit der Missionsenzyklika Fidei Donum vom 21. April 1957 rief Papst Pius XII. dazu auf, Priester vor allem nach Afrika und auch nach Asien und Südamerika zu entsenden, um den dortigen Priestermangel zu beheben. Die Enzyklika ist benannt nach ihrem Incipit: lateinisch Fidei Donum ‚Geschenk des Glaubens‘.
Fidei Donum ist auch der Name einer Koordinationsstelle der Deutschen Bischofskonferenz, die die Auslandseinsätze deutscher Priester begleitet und bei der Bischöflichen Aktion Adveniat angesiedelt ist.

## Die Freistellung von Priestern für die Mission
Eine für die Enzyklika prägende Erfahrung war die Tradition der belgischen, vor allem der flämischen Bistümer, Diözesanpriester in die Mission nach Lateinamerika zu senden. Zu deren Ausbildung war 1953 aufgrund einer Initiative von Kardinal Jozef-Ernest Van Roey das Collegium Pro America Latina Leuven (COPAL) an der Katholieke Universiteit Leuven gegründet worden.
In der Enzyklika forderte Papst Pius XII. die europäischen Bischöfe auf, angesichts des großen Priestermangels in der Dritten Welt ihren dortigen Kollegen zu helfen. Er bat besonders die Diözesanbischöfe, einige ihrer Priester für eine zeitlich begrenzte Tätigkeit in den Kirchen von Afrika freizustellen. Damit setzte er ein Zeichen für die Verantwortung der Bistümer und Ortskirchen. Gleichzeitig nahm er sie in die Pflicht, die Neugestaltung der Missionsarbeit mitzutragen und für ihr Gelingen zu beten. Er erwähnte, dass sie somit einen wertvollen Beitrag zum Wachstum der bedürftigen Gemeinschaften bilden würden.

## Bereitstellung von Bistumspriestern
Die Enzyklika hatte zur Folge, dass als Missionskräfte Mitglieder geistlicher Gemeinschaften mit Sitz in Deutschland, in Afrika, Asien, Ozeanien, Westaustralien, Lateinamerika sowie in Mittel- und Osteuropa im missionarischen Dienst für einen längeren Zeitraum (in der Regel mindestens für drei Jahre) tätig wurden. Am 25. April 2001 legte die Kongregation für die Evangelisierung der Völker in ihrer „Instruktion“ Regeln für die Entsendung und die Dauer des Aufenthaltes von Priestern des Diözesanklerus fest.

## Wechselseitiger Austausch
Bedeutsam ist die Enzyklika auch durch ihr – vorsichtiges – Abrücken vom damals üblichen eurozentrischen Blick auf die Kirche. Pius XII. stellt im Rückgriff auf seine Weihnachtsansprache 1945 dem „einst“ (lateinisch olim), als das kirchliche Leben „seine Kraft hauptsächlich in den alten Ländern Europas entfaltete und von da jenen Küsten strömte, die man die Peripherie des Erdkreises nennen könnte“, das „heute“ (lateinisch nunc) entgegen, in dem es „eine Wechselwirkung von Leben und Kraft“ zwischen allen Teilen der Kirche gebe.

## Fidei-Donum-Priester – Koordinationsstelle Fidei Donum
Aus der Forderung der Enzyklika entstanden später die „Fidei-Donum-Priester“. Die sogenannten FiDoPs sind Diözesanpriester mit einem Zeitvertrag für die Missionstätigkeit.
Aus Deutschland wurden seit den 1960er-Jahren etwa 400 Priester von ihren deutschen Heimatbistümern für Einsätze in verschiedenen Ländern Lateinamerikas freigestellt. 1971 richtete die Deutsche Bischofskonferenz hierfür die Koordinationsstelle Fidei Donum ein, die seit 1973 bei der Bischöflichen Aktion Adveniat angesiedelt ist. Sie begleitet die Priester während ihres Einsatzes in Lateinamerika, falls dies von den Priestern gewünscht wird. Ein Einsatz von deutschen Fidei-Donum-Priestern ist jedoch auch ohne Mitwirkung der Koordinationsstelle möglich. Leiter ist seit 2021 der Hauptgeschäftsführer von Adveniat, der Jesuit Martin Maier.
Gegen Ende des Jahres 2021 wurden Vorwürfe bekannt, dass im Rahmen des Fidei-Donum-Programms wegen Missbrauchs beschuldigten Priestern geholfen worden war, sich den deutschen Strafbehörden zu entziehen. Emil Stehle, seit 1957 als Priester in Kolumbien und Panama tätig, von 1977 bis 1988 Hauptgeschäftsführer von Adveniat und Leiter der Koordinationsstelle, ab 1983 Weihbischof im Erzbistum Quito (Ecuador) und von 1987 bis 2002 erster Bischof der ecuadorianischen Diözese Santo Domingo de los Colorados, wird nach einer am 8. August 2022 von der Deutschen Bischofskonferenz und Adveniat veröffentlichten unabhängigen Untersuchung der Akten der Auslandspriester-Koordinationsstelle vorgeworfen, er habe durch Namenscodierungen, Tarnadressen und Unterhaltshilfen dafür gesorgt, dass deutsche Missbrauchspriester verdeckt in Lateinamerika bleiben konnten. Stehle selber wird beschuldigt, sich in mehreren Fällen wiederholt sexuell grenzverletzend gegenüber Mitarbeiterinnen verhalten zu haben.
Auch nach der Zeit von Stehle als Leiter der Fidei-Donum-Koordinationsstelle wurden Fälle von beschuldigten Priestern in den Akten gefunden. Zwischen den beteiligten Stellen und Bistümern habe es fehlende Standards für die Kommunikation gegeben, so dass Täter teilweise über Jahrzehnte unbehelligt wirken konnten. Aktive Vertuschungen durch die Koordinationsstelle ließen sich allerdings aus den Akten nicht ableiten. Der heutige Adveniat-Hauptgeschäftsführer und Leiter der Fidei-Donum-Koordinationsstelle, Pater Martin Maier, begrüßte die Untersuchungsergebnisse, und er bat die Opfer sexualisierter Gewalt und des Machtmissbrauchs um Entschuldigung. Er erklärte am 8. August 2022: „Adveniat vertritt die Position einer absoluten Null-Toleranz gegenüber dem Verbrechen sexuellen Missbrauchs und stellt sich – auch mit dieser schonungslosen Untersuchung – an die Seite der Betroffenen in Deutschland und in Lateinamerika.“

## Textausgaben

### Lateinischer Text
- Acta Apostolicae Sedis XLIX (1957), S. 225–248.
- Josef Glazik (Hg.): Litterae encyclicae de missionibus. A Leone XIII usque ad Joannem XXIII. Vier-Türme-Verlag, Münsterschwarzach 1961.

### Deutsche Übersetzungen
- Herder Korrespondenz 11 (1956/57), S. 474–480.
- Josef Glazik (Hrsg.): Päpstliche Rundschreiben über die Mission von Leo XIII. bis Johannes XXIII. (= Missionswissenschaftliches Seminar der Universität Würzburg, Missionstexte 1). Vier-Türme-Verlag, Münsterschwarzach 1961.